# 大須賀村 (茨城県)
大須賀村（おおすかむら）は茨城県稲敷郡にかつて存在した村である。

## 地理
- 現在の稲敷市の南部、旧東町の北西部に位置する。
- 村域は台地と平地が入り組む谷戸が多い地形になっている。
- 村内には新利根川が流れている。

## 歴史

### 村域の変遷
- 1889年（明治22年）4月1日 - 町村制施行により、福田村・幸田村・脇川村・中島村・清水村・町田村・東大沼村・市崎村が合併し河内郡大須賀村が発足。
- 1958年（昭和33年）2月20日 - 大須賀村は東村に編入され、消滅。

変遷表
| 1868年 以前 | 1868年 以前 | 1868年 以前 | 明治12年 | 明治22年 4月1日 | 明治29年 4月1日 | 明治29年 4月1日 | 昭和33年 2月20日 | 平成8年 9月1日 | 平成17年 3月22日 | 現在   |
| ----------- | ----------- | ----------- | -------- | --------------- | --------------- | --------------- | ---------------- | -------------- | ---------------- | ------ |
| 河内郡      |             | 福田村      | 福田村   | 大須賀村        | 稲敷郡 発足     | 大須賀村        | 東村 に編入      | 町制           | 稲敷市           | 稲敷市 |
| 河内郡      | 幸田村      |             |          | 大須賀村        | 稲敷郡 発足     | 大須賀村        | 東村 に編入      | 町制           | 稲敷市           | 稲敷市 |
| 河内郡      | 脇川村      |             |          | 大須賀村        | 稲敷郡 発足     | 大須賀村        | 東村 に編入      | 町制           | 稲敷市           | 稲敷市 |
| 河内郡      | 中島村      |             |          | 大須賀村        | 稲敷郡 発足     | 大須賀村        | 東村 に編入      | 町制           | 稲敷市           | 稲敷市 |
| 河内郡      | 清水村      |             |          | 大須賀村        | 稲敷郡 発足     | 大須賀村        | 東村 に編入      | 町制           | 稲敷市           | 稲敷市 |
| 河内郡      | 町田村      |             |          | 大須賀村        | 稲敷郡 発足     | 大須賀村        | 東村 に編入      | 町制           | 稲敷市           | 稲敷市 |
| 河内郡      |             | 大沼村      | 東大沼村 | 大須賀村        | 稲敷郡 発足     | 大須賀村        | 東村 に編入      | 町制           | 稲敷市           | 稲敷市 |
| 河内郡      | 市崎村      |             |          | 大須賀村        | 稲敷郡 発足     | 大須賀村        | 東村 に編入      | 町制           | 稲敷市           | 稲敷市 |

## 人口・世帯

### 人口
総数 [単位： 人]
| 1891年（明治24年） | 2,242 |
| 1920年（大正 9年） | 2,501 |
| 1935年（昭和10年） | 2,795 |
| 1950年（昭和25年） | 3,685 |

### 世帯
総数 [単位： 世帯]
| 1920年（大正 9年） | 501 |
| 1935年（昭和10年） | 490 |
| 1950年（昭和25年） | 635 |

## 交通

### 道路
- 二級国道
  - 国道125号